# Hüseyin Doğan Özgöçmen
Hüseyin Doğan Özgöçmen (* 25. März 1916 in Drama, Griechenland; † 16. August 2001 in Istanbul) war ein türkischer General des Heeres (Türk Kara Kuvvetleri), der unter anderem zwischen 1968 und 1971 Kommandant der Akademien der Streitkräfte (TSK Harp Akademileri Komutanlığı) sowie von 1973 bis 1975 Kommandeur der 1. Armee (Birinci Ordu) war.

## Leben
Özgöçmen absolvierte nach dem Schulbesuch eine Offiziersausbildung an der Heeresschule (Kara Harp Okulu) und war danach als Offizier in verschiedenen Heereseinheiten tätig. Nach dem Abschluss der Heeresakademie (Kara Harp Akademisi) 1945 fand er Verwendung als Offizier und Stabsoffizier in verschiedenen Heereseinheiten und war zuletzt Leiter der Planungs- und Grundsatzabteilung im Generalstab der Türkei.
Nach seiner Beförderung zum General (Orgeneral) wurde Özgöçmen am 4. September 1968 Nachfolger von Generalleutnant Kami Güzey als Kommandant der Akademien der Streitkräfte (TSK Harp Akademileri Komutanlığı). Auf diesem Posten verblieb er drei Jahre lang bis zu seiner Ablösung durch General Suat Aktulga am 11. September 1971. Im Anschluss wurde er Mitglied des Obersten Militärrates YAŞ (Yüksek Askeri Şura) und danach am 14. August 1973 als Nachfolger von General Faik Türün Kommandeur der in der Istanbuler Selimiye-Kaserne stationierten 1. Armee (Birinci Ordu), die für die Sicherung der Grenzen zu Griechenland und Bulgarien sowie die strategisch wichtigen Meerengen Bosporus und Dardanellen verantwortlich ist. In Personalunion war er zugleich Befehlshaber für das Kriegsrecht in Istanbul (İstanbul Sıkıyönetim Komutanlığı). Diese Posten bekleidete er bis zu seinem Eintritt in den Ruhestand am 25. August 1975 und wurde durch General Adnan Ersöz abgelöst.
Nach seinem Ausscheiden aus dem aktiven Militärdienst war Özgöçmen bis 1997 Mitglied der Vorstände des Bank- und Finanzdienstleistungsunternehmens Yapı Kredi Bankası und der Druckerei Tifdruk A.Ş. Am 10. September 1993 wurde auf ihn ein Attentat verübt, woraufhin er für einige Zeit behandelt werden musste. Er war verheiratet und Vater zweier Kinder. Nach seinem Tode wurde er auf dem Emirgan-Reşatpaşa-Friedhof (Emirgan Reşatpaşa Mezarlığı) in Istanbul beigesetzt.

## Weblink
- Eintrag in Kim Kimdir? (Seitenaufruf am 10. September 2016)

| Personendaten    | Personendaten           |
| ---------------- | ----------------------- |
| NAME             | Özgöçmen, Hüseyin Doğan |
| KURZBESCHREIBUNG | türkischer General      |
| GEBURTSDATUM     | 25. März 1916           |
| GEBURTSORT       | Drama, Griechenland     |
| STERBEDATUM      | 16. August 2001         |
| STERBEORT        | Istanbul                |